# Robert F. Kennedy jr.
Robert Francis Kennedy jr., ook bekend als RFK Jr. en Bobby Jr., (Washington D.C., 17 januari 1954) is een Amerikaanse advocaat, milieuactivist, publicist, radiopresentator en anti-vaccinatieactivist. Sinds 13 februari 2025 is hij minister van Volksgezondheid en Sociale Zaken.

## Levensloop
Kennedy is het derde kind van de Amerikaanse presidentskandidaat Robert F. Kennedy en Ethel Skakel. Hij is een neef van president John F. Kennedy en van senator Ted Kennedy.
Hij studeerde aan Harvard, een jaar aan de London School of Economics en aan de Universiteit van Virginia.
In 1983 werd hij gearresteerd op het vliegveld van Rapid City (South Dakota) voor heroïnebezit. Kennedy, die toen dertig was, werd veroordeeld tot twee jaar voorwaardelijk en moest zich regelmatig laten testen op drugs, moest in behandeling bij de NA-Anonieme Verslaafden en deed 1500 uur maatschappelijke taakstraf. Zijn taakstraf bestond eruit om vervuilers van de Hudson te vervolgen. Na zijn gemeenschapsdienst werd Kennedy hoofdadvocaat van de organisatie Riverkeeper waar hij zijn gemeenschapsdienst had gedaan. Kennedy richtte ook de Waterkeeper Alliance op, een overkoepelende organisatie die intussen 157 ondernemingen telt.
Kennedy heeft twee boeken en een reeks krantenartikelen geschreven over milieu-gerelateerde onderwerpen. In 1999 werd hij door Time.com (de website van het tijdschrift TIME) uitgeroepen tot een van de Heroes for the Planet voor zijn werk met de organisatie Riverkeeper om de vervuiling van de rivier de Hudson tegen te gaan. Hij is ook copresentator van het programma Ring of Fire op het Amerikaanse radionetwerk Air America Radio.

### Presidentskandidaat 2024 en ministerschap
Kennedy was een onafhankelijk kandidaat voor de Amerikaanse presidentsverkiezingen van 2024. Hierdoor is hij het vijfde lid van de Kennedy-familie dat zich hiervoor kandidaat stelde.
Hij trok zich grotendeels in de staten terug als kandidaat op het stembiljet en sprak zijn steun uit aan Donald Trump, die uiteindelijk de verkiezingen ook zou winnen op 5 november 2024.
Na Trumps verkiezing als president droeg Trump hem op 14 november 2024 voor als Secretary of Health and Human Services.
Op 13 februari 2025 werd hij officieel benoemd.

### Privé
Hij trouwde met Emily Ruth Black en kreeg twee kinderen met haar, daarna scheidde hij van haar en trouwde met Mary Richardson. Zij kregen vier kinderen. Mary Richardson, met wie Kennedy in een echtscheidingsprocedure verwikkeld was, overleed in mei 2012 door zelfdoding.
Op 2 augustus 2014 is hij getrouwd met actrice Cheryl Hines met wie hij sinds april 2014 verloofd was.
Kennedy lijdt aan spasmodische dysfonie, een neurologische aandoening die gekenmerkt wordt door onwillekeurige samentrekkingen (spasmen) van de stembanden en het spreken bemoeilijkt.

## Anti-vaccinatieactivisme
Kennedy is de voorzitter van Children's Health Defense (voorheen het World Mercury Project), een belangenbehartigingsgroep die beweert dat een groot deel van de Amerikaanse kinderen zou lijden aan aandoeningen als autisme, ADHD, voedselallergieën, kanker en auto-immuunziekten, als gevolg van blootstelling aan een verscheidenheid aan chemicaliën. Naast vaccins heeft de Children's Health Defense campagne gevoerd tegen fluoridering van drinkwater, paracetamol, aluminium en draadloze netwerken. De organisatie van Kennedy behoorde eind 2018 en begin 2019 tot de twee grootste adverteerders van anti-vaccinatiepropaganda op Facebook.